# Souzalopesmyia paraensis
Souzalopesmyia paraensis är en tvåvingeart som beskrevs av Barros de Carvalho 1999. Souzalopesmyia paraensis ingår i släktet Souzalopesmyia och familjen husflugor. Inga underarter finns listade i Catalogue of Life.